# ISG15
ISG15 (англ. ISG15 ubiquitin-like modifier) – білок, який кодується однойменним геном, розташованим у людей на короткому плечі 1-ї хромосоми.  Довжина поліпептидного ланцюга білка становить 165 амінокислот, а молекулярна маса — 17 888.
| 10         |  | 20         |  | 30         |  | 40         |  | 50         |
| ---------- |  | ---------- |  | ---------- |  | ---------- |  | ---------- |
| MGWDLTVKML |  | AGNEFQVSLS |  | SSMSVSELKA |  | QITQKIGVHA |  | FQQRLAVHPS |
| GVALQDRVPL |  | ASQGLGPGST |  | VLLVVDKCDE |  | PLSILVRNNK |  | GRSSTYEVRL |
| TQTVAHLKQQ |  | VSGLEGVQDD |  | LFWLTFEGKP |  | LEDQLPLGEY |  | GLKPLSTVFM |
| NLRLRGGGTE |  | PGGRS      |  |            |  |            |  |            |

A: Аланін

C: Цистеїн

D: Аспарагінова кислота

E: Глутамінова кислота

F: Фенілаланін

G: Гліцин

H: Гістидин

I: Ізолейцин

K: Лізин

L: Лейцин

M: Метіонін

N: Аспарагін

P: Пролін

Q: Глутамін

R: Аргінін

S: Серин

T: Треонін

V: Валін

W: Триптофан

Задіяний у таких біологічних процесах як імунітет, вроджений імунітет, взаємодія хазяїн-вірус, убіквітинування білків, антивірусний захист, поліморфізм. 
Локалізований у цитоплазмі.
Також секретований назовні.